# Самоковци
Това е списък на известни личности, свързани с град Самоков.

## Списък

### Родени в Самоков
- Авксентий Пелагонийски (1850 – 1919), духовник
- Авксентий Велешки (1798 – 1865), духовник
- Александър Миленков (1882 – 1971), художник
- Андон Самоковлийски (1853 – 1905), кмет на Кюстендил (1884), нар.представител в IV, VIII и XII ОНС.
- Асен Хадживасилев (1877 – 1923), революционер
- Атанас Самоковлиев (1832 – 1905), кмет на Пловдив
- Вангел Илиев (1883 - ?), деец на ВМОРО, участник в Илинденско-Преображенското въстание в 1903 година с четата на Димитър Ташев[1]
- дядо Георги Арнаутина, македоно-одрински опълченец, четата на Георги Занков, носител на орден „За храброст“ IV степен[2]
- Георги Венедиков (1892 - 1968), македоно-одрински опълченец
- Георги Занков (1886 – 1949), политик и революционер, деец на ВМРО и ВМРО (об.)
- Георги Митов (офицер) (1862 – 1925), военен деец, генерал-майор
- Георги З. Цапаревски, революционер от ВМОРО, четник на Иван Наумов Алябака[3]
- Георги Димитров, български революционер от ВМОРО, четник на Боби Стойчев[4]
- Георги Лисичев, български революционер от ВМОРО, четник на Петър Самарджиев[5]
- Делчо Сугарев (1905 – 1998), архитект
- Димитър Ангелов, македоно-одрински опълченец, 1 рота на 5 одринса дружина[6]
- Димитър Бичаков, български революционер от ВМОРО, четник на Петър Самарджиев[7]
- Димитър Бояджиев, български революционер от ВМОРО, четник на Симеон Молеров на два пъти[8]
- Димитър Зограф (1796 – 1860), художник
- Евгени Поптошев (1907 – 1974), художник
- Захарий Зограф (1810 – 1853), художник
- Захарий Круша (1808 – 1881), просветен деец
- Иван Йончев (1884 – 1918), поет
- Ивайло Йорданов (р. 1968), футболист
- Йорданка Фандъкова (1962-), кмет на София (23.11.2009-)

- Константин Фотинов (ок.1790 – 1858), просветен деец и преводач
- Кольо Костов, български революционер от ВМОРО, четник на Михаил Чаков[9]
- Любомир Ноев (1909 – 1945), военен деец, подполковник, създател и първи командир на Парашутната дружина
- Любомир Чакалов (1886 – 1963), математик
- Михаил Димитров, български революционер от ВМОРО, четник на Константин Нунков[10]
- Никола Георгиев - Кайо (р. 1963), художник
- Никола Карастоянов (1778 – 1874), печатар, основоположник на книгопечатането в България
- Никола Манчов, български революционер от ВМОРО, четник на Дончо Лазаров[11]
- Никола Тонджоров (1804/8 – 1876), просветен деец
- Павел Кръстев (1890 – 1916), художник, загинал на фронта през ПСВ
- Павел Старозагорски (1882 – 1940), духовник
- Павел Францалийски (1884 – 1956), художник
- Панка Бабукова (р. 1943), политик
- Петър Говедаров (1883 - 1924), революционер
- Рубен Аврамов (1900 – 1988), политик
- Сотир Велчев (1872 – 1945), просветен деец
- Сотир Чавдаров (1820 – 1899), просветен деец
- Станислав Доспевски (1823 – 1878), художник
- Тодор Митов (1865 – 1951), военен деец, генерал-майор
- Тодор Стоичков, български революционер от ВМОРО, четник на Петър Ангелов[12]
- Тодор Стоянов, български революционер от ВМОРО, четник на Богдан Георгиев[13]
- Христо Занков (1853 – 1926), политик и общественик
- Христо Петрунов (1859 – след 1937), военен деец, генерал-майор
- Христо Съчанов (1879 – 1903), революционер, деец на ВМОРО
- Христо Тумбин (1894 – 1945), военен деец, полковник
- Христодул Костович Сичан-Николов (1808 – 1889), просветен деец
- Христо Тошев (1873 – 1950), революционер, деец на ВМОРО
- Чакър войвода, хайдутин
- Юрданка Пукавичарова, революционерка и деятелка на ВМОК

### Македоно-одрински опълченци от Самоков
- Димитър Ангелов, 1-ва рота на 5-а Одринска дружина,[14]
- Никола Д. Андреев, 3-та рота на 5-а Одринска дружина [15]
- дедо Георги Арнаутина, четата на Георги Занков, кръст за храброст IV ст. [16], преселник от с. Реч, Реканско, Македония.
- Димитър Бояджиев, книжар, 2-ра отделна партизанска рода 4-та рота на 5-а Одринска дружина [17]
- Христо М. Великин, 34-годишен, работник, 2-ра рота на 13-а Кукушка дружина [18]
- Георги Ив. Гарев – 23-годишен, четата на Георги Занков, кръст за храброст IV ст. [19]
- Христо Георгиев, 3-та рота на 5-а Одринска дружина, кръст за храброст IV ст. [20]
- Васил Иванов Груев – 20- (22-) годишен, четата на Георги Занков, 1-ва рота на 11-а Сярска дружина, убит [21], преселник от Гостиварско.
- Александър Димитров, 27-годишен, 14-а Воденска дружина, [22]
- Михаил Димитров, 15-а Щипска дружина, [23]
- С. Димитров, 27-годишен, Поройска чета, [24]
- Георги Занков, войвода на чета, 11-а Сярска дружина, орден за храброст IV ст., орден „Св. Александър“ VI ст. [25]
- Никола Зафиров – 30-годишен, четата на Георги Занков, орден „За храброст“ IV ст. [26], преселник от с. Трогярци, Щипско.
- Васил Иванов – 17-годишен, 3-та рота на 9-а Велешка дружина [27]
- Сотир Иванов – 55-годишен, щаб на 5-а Одринска дружина [28]
- Стоян В. Кафеджийски – 23-годишен, 2-ра рота на 7-а Кумановска дружина, орден „За храброст“ IV степен [29]
- Мария Клинкова – Лазарет на МОО[30]
- Христо Латинкин – 20 (22) годишен, Костурска съединена чета [31]
- Асен Зарев Ляпчев – 22- (25-) годишен, четата на Кръстьо Трайков, 3-та рота на 6-а Охридска дружина [32]
- Славе Кръстев Миладинов – 22-годишен, четата на Георги Занков, 7-а Кумановска дружина, убит при връх Султан тепе [33]
- Алеко Милев – 25-годишен, четата на Марко Иванов[34]
- Георги Панчев – Музикантска команда на 2-ра Скопска и 11-а Сярска дружини, сребърен медал[35]
- Иван Д. Пешев – 43-годишен, 2-ра рота на 6-а Охридска дружина [36]
- Димитър Поптодоров – 48 годишен, 3-та рота на 6-а Охридска дружина[37]
- Георги Раденков – 20-годишен, четата на Георги Занков, орден „За храброст“ IV ст. [38]
- Христо Ромов – 30 годишен, четата на Тодор Оровчанов [39]
- Димитър Сарафски – 25-годишен, четата на Георги Занков, кръст „За храброст“ [40]
- Сандо Секов – 20-годишен, 3-та рота на 11-а Дебърска дружина [41], преселник от Дебър.
- Захари Станоев – четата на поручил Лефтеров, 4-та рота на 10-а Прилепска дружина [42]
- Асен Хадживасилев – 38-годишен, четата на Георги Занков [43]

- Димитър Чавдаров (1885 - ?), 27 годишен, четата на Георги Занков, рота на 11-а Сярска дружина [44]
- Костадин Черешаров – 27 годишен, 4-та рота на 14-а Воденска дружина [45]

### Починали
- Доситей Самоковски (1837 – 1907), духовник
- Никола Образописов (1828 – 1915), художник
- Павел Францалийски (1884 – 1956), художник
- Христодул Костович Сичан-Николов (1808 – 1889), просветен деец

### Други личности, свързани със Самоков
- Васил Попович (1833 – 1897), писател, училищен инспектор в града през 1889 – 1891
- Евдокия Петева–Филова (1901 – 1980), учен-етнограф, живее и работи в града през 1957 – 1973
- Неделя Петкова (1826 – 1894), просветен деец, учителка в града през 1862 – 1864
- Рубен Маркъм (1887 - 1949), американски мисионер, учител и журналист, живее и работи в града
- Стефан I (1878 – 1957), български екзарх, завършва Духовната семинария през 1896
- Дакота Дичева (р. 1998г.), състезател по Смесени бойни изкуства